# Kunfehértó
Kunfehértó – wieś i gmina w południowej części Węgier, w pobliżu miasta Kiskunhalas. Gmina liczy 2032 mieszkańców (styczeń 2011) i zajmuje obszar 78,37 km².

## Położenie
Miejscowość leży na obszarze Wielkiej Niziny Węgierskiej, w komitacie Bács-Kiskun, w powiecie Kiskunhalas.